# روزاليند بارنت
روزاليند بارنت (بالإنجليزية: Rosalind Barnett)‏ هي عالمة نفس أمريكية، ولدت في 1937.